# Louis-Léon Dechaux
Louis-Léon Dechaux, francoski general, * 1883, † 1954.